# Sasso di Castalda
Sasso di Castalda är en ort och kommun i provinsen Potenza i regionen Basilicata i Italien. Kommunen hade 831 invånare (2017).